# Диерксенс, Луи
Луи Диерксенс (нидерл. Louis Diercxsens; 28 сентября 1898, Антверпен — 21 апреля 1992) — бельгийский хоккеист на траве, нападающий. Бронзовый призёр летних Олимпийских игр 1920 года, участник летних Олимпийских игр 1928 года.

## Биография
Луи Диерксенс родился 28 сентября 1898 года в бельгийском городе Антверпен.
В 1920 году вошёл в состав сборной Бельгии по хоккею на траве на летних Олимпийских играх в Антверпене и завоевал бронзовую медаль. Играл на позиции нападающего, провёл 1 матч, мячей (по имеющимся данным) не забивал.
В 1928 году вошёл в состав сборной Бельгии по хоккею на траве на летних Олимпийских играх в Амстердаме, которая заняла четвёртое место. Играл на позиции нападающего, провёл 5 матчей, забил 4 мяча (три — в ворота сборной Австрии, один — Швейцарии).
Умер 21 апреля 1992 года.